# Galatabrug
De Galatabrug (Galata Köprüsü) is een brug over de Gouden Hoorn die de wijken Eminönü (west) en Galata (oost) van de Turkse stad Istanbul met elkaar verbindt.
De twee verdiepingen tellende brug is de langste basculebrug ter wereld met een totale lengte van 466 m en een breedte van 80 m. Het wegdek is 42 m breed, met drie rijbanen en aan beide kanten een trottoir. Er is ook een tramverbinding over de brug. Op het onderste niveau van de brug bevinden zich veel (vis)restaurants.
Lang voor de bouw van de brug waren er al plannen een brug te bouwen: sultan Bayezid II liet Leonardo da Vinci een ontwerp maken maar keurde dit af. Daarna probeerde hij tevergeefs Michelangelo voor het karwei in te huren. In 1836 werd verder naar het noorden de eerste permanente brug over de Gouden Hoorn gebouwd. De eerste brug op de plek van de Galatabrug werd gebouwd in 1845, in opdracht van Bezmiâlem, de Valide Sultan (koningin-moeder), de moeder van sultan Abdülmecit. De brug werd in 1863 vervangen door een tweede houten brug en in 1870 door een derde brug. Later werd deze brug weggesleept om de brug uit 1836 landinwaarts te vervangen. Er werd een vierde brug gebouwd in 1912. Deze hield stand tot 1992, toen een brand de brug ernstig beschadigde. De huidige brug kwam gereed in 1994. De locatie is mede bekend vanwege de vele vissers die er dagelijks staan om er hun hobby of beroep uit te oefenen.

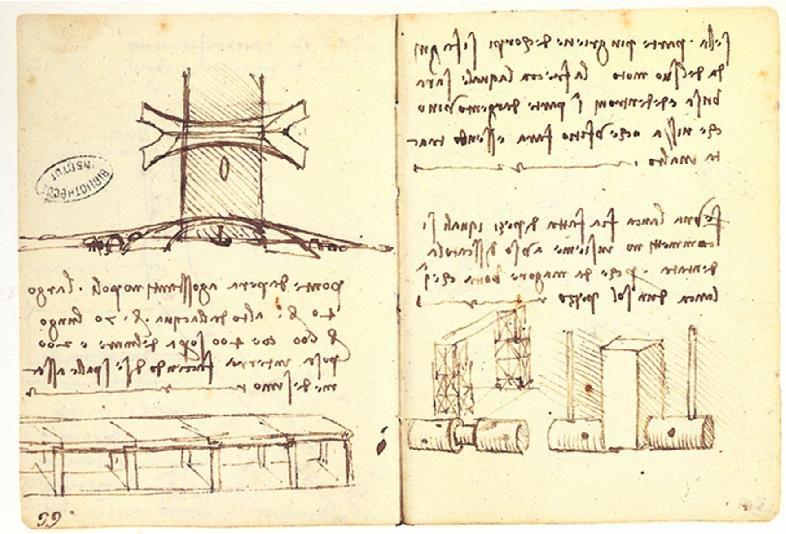
Het ontwerp dat Leonardo da Vinci maakte voor de Galatabrug
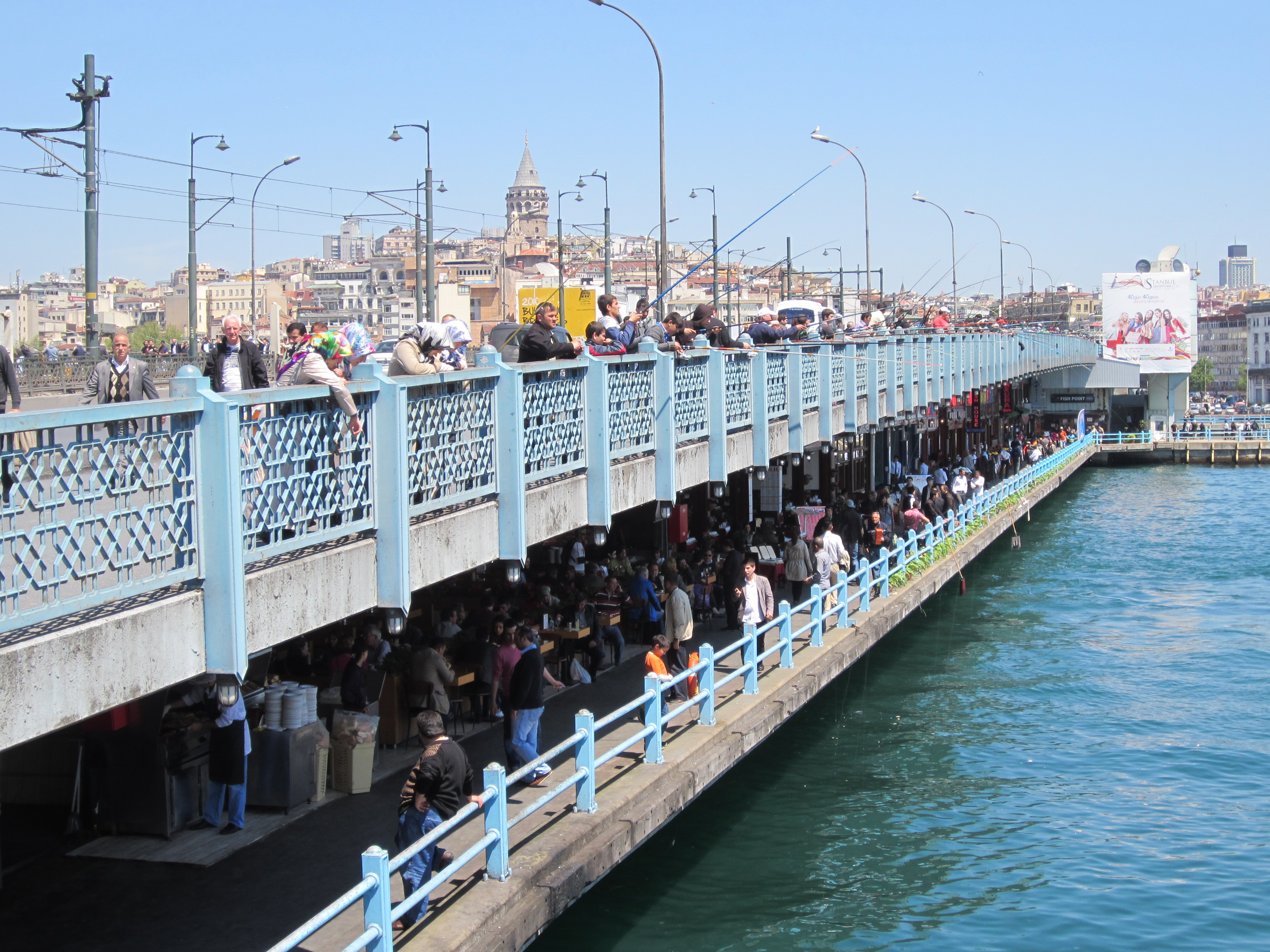
Vissers op de bovenste laag van de brug
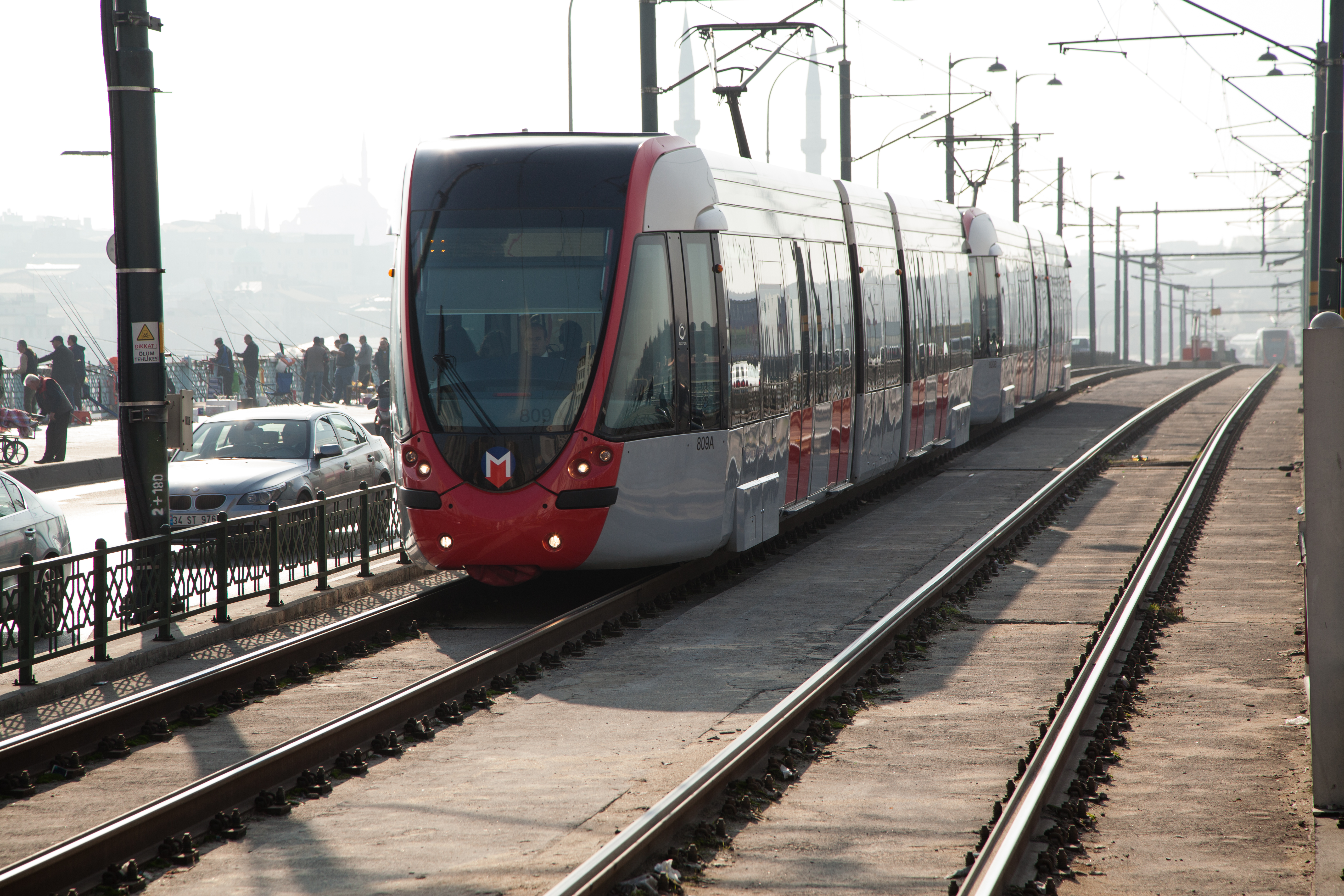
Tram op de brug
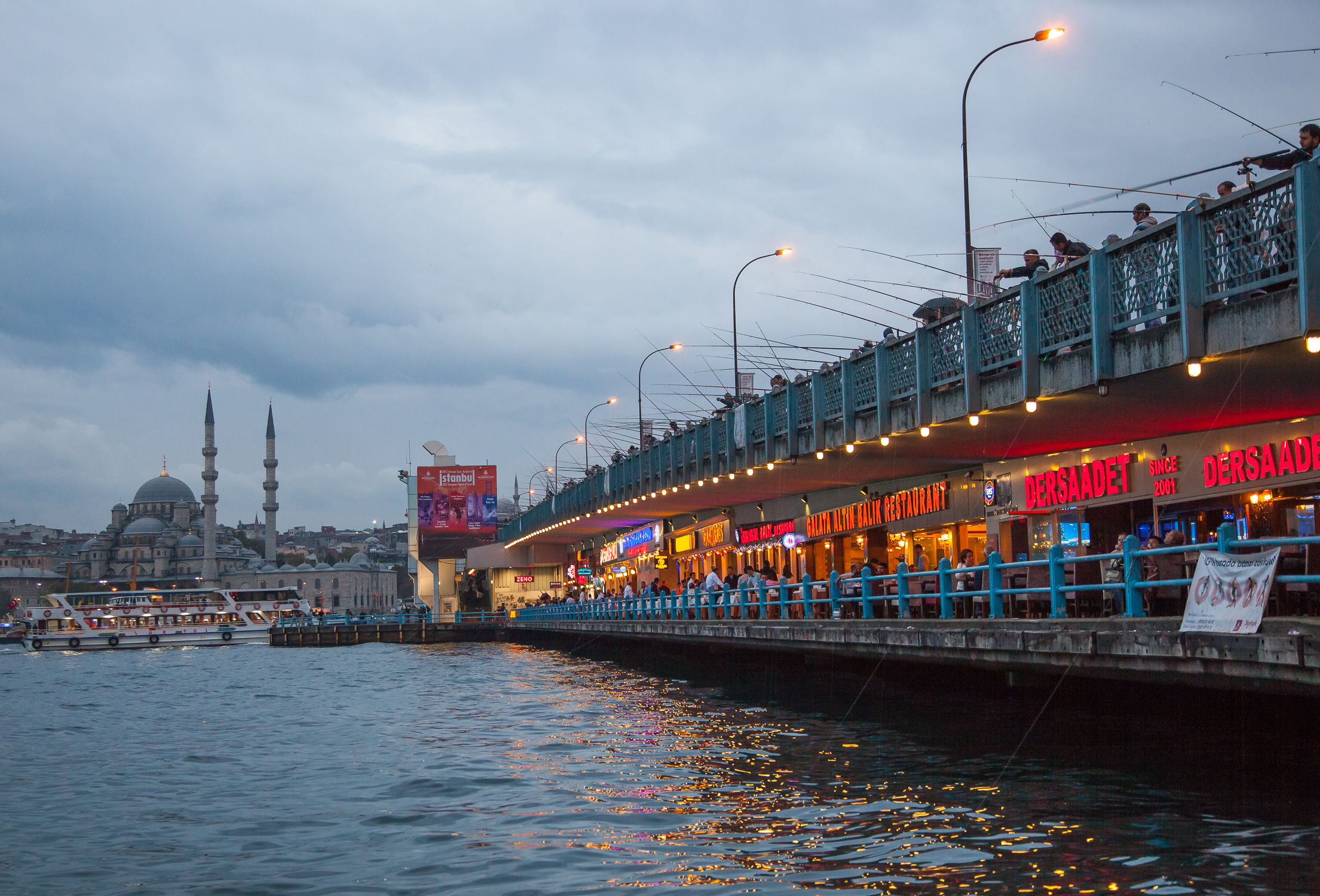
Bij avond

## Trivia
- Het Nederlandse boekenweekgeschenk De brug uit 2007, geschreven door Geert Mak, gaat over deze brug.